# Andrij Ševčenko
Andrij Mykolajovyč Ševčenko (ukrajinski: Андрій Миколайович Шевченко, nadimak "Ševa", Dvirkivščyna, 29. rujna 1976.) ukrajinski je nogometni trener i bivši nogometaš. Trenutačno je bez kluba. Ševčenko je do svibnja 2006. bio član AC Milana kada je potpisao za londonski Chelsea. Međutim, u Chelseaju nije bio u formi u kakvoj je bio u Milanu, te se nikako nije mogao izboriti za mjesto u prvoj postavi, pa se u kolovozu 2008. vraća u Milan.
Nakon povratka s posudbe iz Milana, dana 28. kolovoza potpisao je dvogodišnji ugovor za matični klub Dinamo Kijev. U prvoj utakmici nakon povratka postigao je pogodak protiv FC Metalurga u pobjedi 3:1, ostvarenoj 31. kolovoza 2009.
Ševčenko je u djetinjstvu bavio boksom, no bio je prisiljen preći na nogomet. Profesionalnu karijeru započeo je u kijevskom Dinamu gdje je bio do 1999. Tada je potpisao za AC Milan gdje je ostao sve do 2006.
Za Europskog nogometaša godine izabran je 2004.
Za reprezentaciju je nastupio 69 puta i postigao je 31 gol.

## Karijera
- FK Dinamo Kijev (1994. – 1999.)
- A.C. Milan (1999. – svibanj 2006.)
- Chelsea F.C. (svibanj 2006. – 2008.)
- A.C. Milan (2008. – 2009.
- FK Dinamo Kijev (2009. – 2012.)

## Odličja
- Supercoppa Italia: 2004.
- Europski Superkup: 2004.
- Serie A: 2004.
- Liga prvaka UEFA: 2003.
- Coppa Italia: 2003.
- Ukrajinska Premier liga: 1995., 1996., 1997., 1998., 1999.
- Ukrajinski nogometni kup: 1996., 1998.
- Najbolji strijelac Ukrajinske prve lige: 1999.
- Najbolji strijelac Serie A: 2000., 2004.